# Roberto Meddi
Roberto Meddi (* 14. März 1953 in Rom) ist ein italienischer Kameramann und Regisseur.

## Leben
Meddi arbeitete ab 1974 als Kameraassistent und -helfer; 1982 debütierte er als Chef-Kameramann und machte sich schnell als verlässlicher Techniker einen Namen, der bei einigen Werken meist junger Regisseure die Kamera führte und bemerkenswerte Ergebnisse erzielte. Nach einigen selbstinszenierten Kurzfilmen legte er 2000 mit Ponte Milvio seinen ersten Langfilm für die große Leinwand vor. 2006 folgte ein Dokumentarfilm über Marcello Mastroianni. Als Kameramann arbeitete er im neuen Jahrtausend zunehmend für das Fernsehen, so 2009 bei der Fernsehserie Piper.

## Filmografie (Auswahl)
- 1982: Fuori dal giorno
- 2000: Ponte Milvio (& Regie, Schnitt, Musiker)